# 1973 în literatură
- 1972 în literatură — 1973 în literatură — 1974 în literatură

Anul 1973 în literatură a implicat o serie de evenimente și cărți noi semnificative.

## Cărți noi
- Martin Amis –  The Rachel Papers
- Ernest Becker – The Denial of Death
- Thomas Berger - Regiment of Women
- Joseph Payne Brennan – Stories of Darkness and Dread
- John Brunner - The Stone That Never Came Down
- Ramsey Campbell – Demons by Daylight
- Jerome Charyn – Tar Baby
- Agatha Christie – Postern of Fate
- Basil Copper – From Evil's Pillow
- L. Sprague de Camp – The Fallible Fiend
- L. Sprague de Camp și Catherine Crook de Camp, editori ai – 3000 Years of nd Science Fiction
- August Derleth – The Chronicles of Solar Pons
- Michael Ende – Momo
- Paul E. Erdman – The Billion Dollar Sure Thing
- J. G. Farrell; The Siege of Krishnapur
- Leon Forrest – There Is A Tree More Ancient Than Eden
- William Goldman – The Princess Bride
- Graham Greene - The Honorary Consul
- Elisabeth Harvor, Women and Children 11 povestiri (revizuită ca Our Lady of All Distances, 1991)
- James Jones – A Touch of Danger
- Anna Kavan – Who Are You?
- Brian Killick – The Heralds
- Dean R. Koontz – Demon Seed
- Jerzy Kosinski – The Devil Tree
- Robert Ludlum – The Matlock Paper
- John D. MacDonald — The Turquoise Lament
- Cormac McCarthy — Child of God
- Enzo Mainardi — scriitor, muzician, poet și pictor, membru important al mișcării artistice futuriste, publică la Tipografia Rossi, din Soresina, Preludio - Istantanee Illusioni. Un Capolavoro Futurista degli anni 20 – Preludiu - Iluzii instantanee. O capodoperă futuristă a anilor 1920, ediția a 4-a (cu bibliografie)
- Ruth Manning-Sanders – A Book of Ogres and Trolls
- Robert Marasco – Burnt Offerings
- Toni Morrison – Sula
- Iris Murdoch – The Black Prince
- Robert B. Parker – The Godwulf Manuscript
- Mervyn Peake – The Rhyme of the Flying Bomb (publicată postum)
- Robert M. Pirsig - Zen and the Art of Motorcycle Maintenance
- Anthony Powell – Temporary Kings
- Thomas Pynchon – Gravity's Rainbow
- Irwin Shaw – Evening in Byzantium
- Rex Stout - Please Pass the Guilt
- Jacqueline Susann – Once Is Not Enough
- Hunter S. Thompson – Fear and Loathing on the Campaign Trail '72
- Jack Vance – The Anome
- Gore Vidal – Burr
- Kurt Vonnegut, Jr. – Breakfast of Champions
- Patrick White – The Eye of the Storm
- Rudy Wiebe – Temptations of Big Bear
- Roger Zelazny
  - To Die in Italbar
  - Today We Choose Faces

## Premii
- Premiul Nobel pentru Literatură: